# Organització Anarquista de la Regió Espanyola
Organització Anarquista de la Regió Espanyola (OARE) fou una organització impulsada pels anarcocol·lectivistes catalans a València l'octubre de 1888, ja que no volien secundar l'acord del congrés de la FTRE celebrat a Barcelona el maig de 1888, on els sectors més sindicalistes crearen la Federació Espanyola de Resistència al Capital (FERC), també dita Pacte d'Unió i Solidaritat. En el congrés fundacional de la OARE es dissolgué formalment la FTRE i es rebutjà la FERC perquè abocava les bases obreres cap al reformisme sindical, deixant de banda els principis revolucionaris. Tingué una oposició frontal dels anarcocomunistes sevillans que no volien la transformació de la FTRE. No assolí una adhesió estable i per això es dissolgué l'any 1889.